# Orchestra filarmonica di Strasburgo
L'Orchestra filarmonica di Strasburgo è un'orchestra francese con sede a Strasburgo.  É una delle due orchestre permanenti dell'Opéra national du Rhin (l'altra è l'Orchestra sinfonica di Mulhouse). La sua sala principale è il Palais de la musique et des congrès 'Pierre Pflimlin ' (PMC Pierre-Pflimlin, or PMC).

## Storia
L'orchestra venne fondata nel 1855 e tra il 1871 e il 1918, e ancora dal 1940 al 1944, è stata un'orchestra tedesca, in occasione di due guerre tra la Germania e la Francia in Alsazia. Nel 1994, l'orchestra acquisì il titolo ufficiale di Orchestre philharmonique de Strasbourg – orchestre national. L'orchestra è costituita da 110 elementi.
Fra i compositori in residenza si annoverano i francesi Jean-Louis Agobet e Philippe Manoury, il finlandese Kaija Saariaho e lo statunitense John Corigliano.
Fra i suoi direttori musicali e direttori principali del passato si ricordano Hans Pfitzner, Hans Rosbaud, Ernest Bour, Jan Latham-Koenig, Charles Bruck e Alain Lombard. Marc Albrecht è divenuto il direttore artistico nel 2005, e nel 2008 direttore musicale. Albrecht e l'orchestra hanno registrato per Pentatone, compresi i lieder per orchestra di Alban Berg, e i concerti per pianoforte e orchestra di Robert Schumann e Antonín Dvořák.  Albrecht ha concluso la sua collaborazione nel 2011. Nel gennaio 2011, l'orchestra ha annunciato la nomina di Marko Letonja come suo futuro direttore, a partire dalla stagione 2012-2013.

## Direttori musicali
- Josef Hasselmans (1855–1871)
- Franz Stockhausen (1871–1907)
- Hans Pfitzner (1907–1915)
- Otto Klemperer (1915–1918)
- Hans Pfitzner (1918–1919)
- Guy Ropartz (1919–1929)
- Paul Paray (1929–1940)
- Hans Rosbaud (1940–1945)
- Paul Bastide (1945–1950)
- Ernest Bour (1950–1964)
- Alceo Galliera (1964–1971)
- Alain Lombard (1971–1983)
- Theodor Guschlbauer (1983–1997)[5]
- Jan Latham Koenig (1997–2003)
- Marc Albrecht (2008–2011)
- Marko Letonja (2012-2021)
- Aziz Shokhakimov (2021-oggi)